# Йея Йея Йеяс
Йея Йея Йеяс (Yeah Yeah Yeahs) е американска инди рок група, сформирана в Ню Йорк през 2000 година.

## История
Групата е съставена от вокалиста и пианиста Карън Оу, китариста и кийбордист Ник Зинър, и барабаниста Брайън Чейс. По време на концертните си изяви са акомпанирани от втория китарист Дейвид Пейджоу, който се присъединява на турнетата през 2009 година и замества Имад Уасиф, който преди това изпълнява тази роля. Според интервю по програмата на Ей Би Си На живо от Сентрал Парк Самър Стейдж, името на групата е заимствано от простонародния нюйоркски диалект.
Групата записва четири студийни албума, като първият (Fever to Tell) излиза през 2003 година. Вторият, Show Your Bones, излиза през 2006 година и е гласуван за втория най-добър албум на годината от медията „Ню Мюзикъл Експрес“. Третият It's Blitz! излиза на 31 март 2009 г. в САЩ и на 6 април 2009 по света; а четвъртият, Mosquito, излиза на 15 април 2013 година.